# TMK
« X-33 » redirige ici.  Pour le vaisseau spatial soviétique, voir TMK (projet).
TMK (en russe : Трубная металлургическая компания, Troubnaïa metallouguitcheskaïa kompania, abrégé en ТМК) est une entreprise sidérurgique russe qui fait partie de l'indice RTS. Son siège est à Moscou.
TMK est l'un des principaux producteurs de tubes d'acier pour l'industrie du pétrole et du gaz naturel dans le monde.